# Senuna

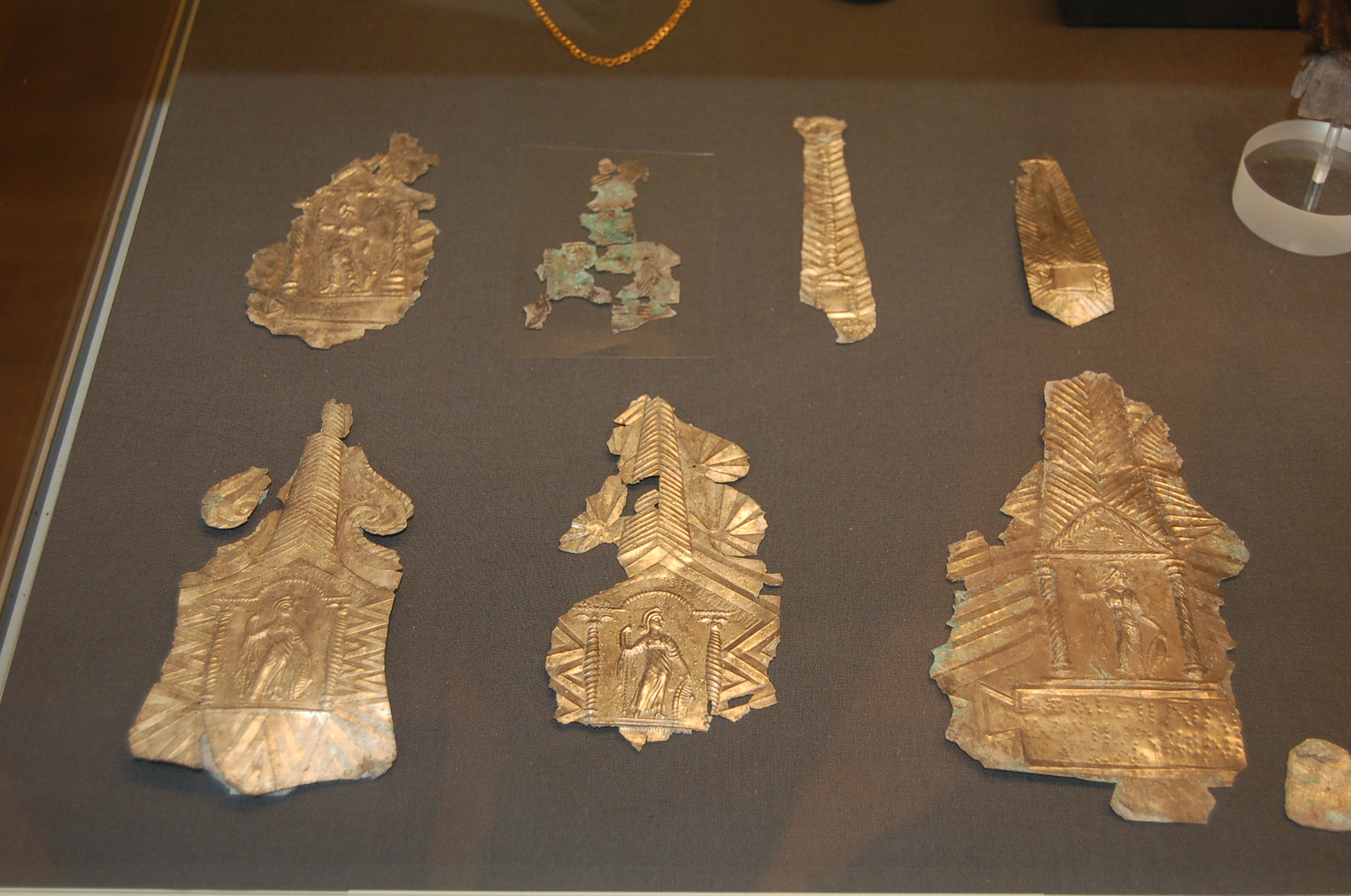
Placas de folhas votivas

Senuna era uma deusa celta venerada na Britânia Romana, cujo nome era dantes lido incorrectamente como Senua. Era desconhecida até um cache de 26 oferendas a ela terem sido descobertos em 2002 num campo em Ashwell End, Hertfordshire, por Alan Meek, um pesquisador de metal. A sua imagem mostra provas de sincretismo entre uma deusa pré-romana e a Romana Minerva.
O santuário de Senuna consistia num ritual de monturo, no qual as ofertas eram atiradas, cercado por um complexo de edifícios, incluindo oficinas e alojamento para os peregrinos. Os artefactos dedicados guardados no santuário eram posteriormente enterrados na borda do monturo, talvez destinados para protecção temporária, no final do século III ou IV.